# Filotes d'Amfissa
Filotes (en grec antic: Φιλώτας, llatí: Philotas) fou un metge grec nascut a Amfissa (Lòcrida) cap a la meitat del segle i aC. Va estudiar a la ciutat egípcia d'Alexandria i era en aquesta ciutat quan també hi era Marc Antoni, on va ser testimoni de les seves extravagàncies.
Es va fer amic de Marc Antoni Antil, el fill de Marc Antoni, amb qui de vegades sopava. Plutarc narra una anècdota sobre el noi: Antil havia fet amistat amb Filotes d'Amfissa, i un dia que sopaven junts, divertit per una frase filosòfica que va dir, el va compensar regalant-li la vaixella, que era de plata.
Era probablement el mateix metge del que Apuleu Cels i Asclepíades Farmació en van preservar diverses fórmules, i és citat també per Galè.